# Neil Price
Neil Stuppel Price (Londen, 1965) is een archeoloog uit het Verenigd Koninkrijk. Hij is gespecialiseerd in de geschiedenis van de Vikingen en professor bij de universiteit van Uppsala in Zweden. 
Price heeft archeologie gestudeerd aan de universiteit van Londen. Ook studeerde hij bij de universiteit van York en bij de universiteit van Uppsala. In 1989 publiceerde hij zijn eerste boek genaamd: The Vikings in Brittany. Verder schreef hij: The Archaeology of Shamanism, The Viking Way: Religion and War in Late Iron Age Scandinavia en Odin's Whisper: Death and the Vikings.
- Bibliothèque nationale de France: cb14456633h (data)
- Gemeinsame Normdatei: 133124258
- International Standard Name Identifier: 0000 0001 1260 9372
- Library of Congress Control Number: nb98079522
- Nationale Bibliotheek van Letland: 000299731
- MusicBrainz: b2adc3fa-8cd7-4b7e-9097-6174802e6fef
- Nationale Bibliotheek van Tsjechië: jcu2016909780
- Nationale Bibliotheek van Israël: 987007446767305171
- Nederlandse Thesaurus van Auteursnamen: 251926516
- LIBRIS: 252000
- Système universitaire de documentation: 07572541X
- Virtual International Authority File: 70952049
- WorldCat: E39PBJx8GJjkkMQ6PQbvGdGmBP